# Coelorinchus carminatus
Coelorinchus carminatus es una especie de pez de la familia Macrouridae en el orden de los Gadiformes.

## Morfología
• Los machos pueden llegar alcanzar los 21,4 cm de longitud total.

## Hábitat
Es un pez de aguas  subtropicales.

## Distribución geográfica
Se encuentra al noroeste del  Atlántico.